# Bârla (okręg Ardżesz)
Bârla – wieś w Rumunii, w okręgu Ardżesz, w gminie Bârla. W 2011 roku liczyła 996 mieszkańców.